# Янсон Адольф Олександрович
Адольф Олександрович Янсон (26 липня 1908, Тверська губернія, тепер Тверська область, Російська Федерація — 11 вересня 1974, місто Пярну, тепер Естонія) — радянський естонський діяч, 1-й секретар Віруського повітового комітету КП(б) Естонії. Депутат Верховної Ради СРСР 2-го скликання.

## Життєпис
Народився в робітничій родині. Його батьки наприкінці ХІХ ст. переселилися в Тверську губернію із естонського Вірумаського повіту. Батько орендував землю, працював теслею, будівельним робітником, робітником фанерного заводу в Бутаках. Помер у 1910 році, залишивши дружину із чотирма малими дітьми. Мати працювала прислугою, діти виховувалися в родичів.
З 1923 року Адольф Янсон працював учнем слюсаря, а потім слюсарем-електромонтером Богданівського фанерного заводу. У 1924 році вступив до комсомолу, в 1928 році став кандидатом у члени ВКП(б).
Два роки навчався в Смоленській губернській партійній школі ІІ-го ступеня. Член ВКП(б).
Після закінчення партшколи — завідувач партійного кабінету Ярцевського районного комітету ВКП(б); секретар партійної організації в радгоспах; завідувач партійного кабінету Октябрського районного комітету ВКП(б) Тверської (Калінінської) області; завідувач відділу пропаганди і член бюро Октябрського районного комітету ВКП(б) Калінінської області.
З листопада 1937 по 1939 рік перебував на педагогічній роботі. Одночасно навчався заочно в Калінінському педагогічному інституті, закінчив два курси.
У 1939 році призначений на відповідальну господарську роботу на Калінінському деревообробному комбінаті, з 1940 по 14 липня 1941 року працював заступником директора цього комбінату.
На початку німецько-радянської війни мобілізований до Червоної армії. У 1942 році переведений до Естонського стрілецького корпусу РСЧА, брав участь у боях біля міста Великі Луки. У 1944 році відкликаний із армії в розпорядження ЦК КП(б) Естонії.
У вересні 1944 — після 1946 року — 1-й секретар Віруського (Вірумаського) повітового комітету КП(б) Естонії в місті Раквере.
Подальша доля невідома. Помер 11 вересня 1974 року, похований в місті Пярну.

## Нагороди
- орден Вітчизняної війни І ст. (1945)
- медалі